# Wolfgang Glenz
Wolfgang Glenz (* 24. März 1952 in Darmstadt) ist ein deutscher Kommunalpolitiker (SPD), Bürgermeister und Kämmerer.

## Werdegang
Wolfgang Glenz ist gelernter Bankkaufmann.
Er war Personalratsvorsitzender und Ausbilder bei der Sparkasse Darmstadt.
In den Jahren 2003 bis 2011 war Glenz Bürgermeister und Kämmerer von Darmstadt.
Glenz war im Bürgermeisteramt Nachfolger von Horst Knechtel, nachdem er sich parteiintern nur mit einer knappen Mehrheit durchsetzte.
Im Jahr 2011 wurde er nach dem Amtsantritt von Oberbürgermeister Jochen Partsch abgewählt. Nachfolger im Bürgermeisteramt wurde Rafael Reißer.
Glenz war auch Vorsitzender der SPD in Darmstadt.